# Truls Ove Karlsen
Truls Ove Karlsen (* 25. April 1975 in Oslo) ist ein ehemaliger norwegischer Skirennläufer. Er war im Weltcup lange auf die Disziplinen Slalom und Riesenslalom spezialisiert, startete vereinzelt auch in den anderen Disziplinen und fuhr ab der Saison 2010/11 nur noch Riesenslaloms.

## Biografie
Nachdem Karlsen lange Zeit nur an FIS-Rennen teilgenommen hatte, kam er erst ab der Saison 2000/01 regelmäßig im Europacup zum Einsatz. Hier gelang ihm schnell der Anschluss an die Spitze, worauf er ab der Saison 2001/02 auch im Weltcup startete. Bereits in seinem dritten Weltcuprennen, dem Slalom von Aspen am 26. November 2001, belegte er den achten Platz, worauf er auch für die Olympischen Winterspiele 2002 in Salt Lake City nominiert wurde. Dort schied er jedoch sowohl im Slalom als auch in der Kombination aus.
In der Saison 2002/03 erreichte Karlsen weitere sechsmal eine Platzierung unter den besten zehn, darunter sein erster Podestplatz, der dritte Rang im KO-Slalom von Sestriere am 16. Dezember 2002. Bei den Weltmeisterschaften 2003 in St. Moritz wurde er 24. im Riesenslalom, schied aber im Slalom aus. Ebenfalls sechs Top-10-Platzierungen erreichte Karlsen im Winter 2003/04 und feierte am 29. Februar 2004 im Slalom von Kranjska Gora seinen ersten und bislang einzigen Weltcupsieg. Wie im Vorjahr erreichte er damit im Slalomweltcup den achten Platz.
Die Slalomsaison 2004/05 verlief hingegen eher enttäuschend. Mit einem neunten Rang in der Flachau und einem 13. Rang in Schladming als beste Ergebnisse blieb Karlsen deutlich hinter den Erwartungen, bei den Weltmeisterschaften 2005 in Bormio schied er erneut im Slalom aus. Verletzungsbedingt fehlte Karlsen fast die gesamte Saison 2005/06 und auch danach fand er nicht mehr an die Weltspitze zurück. Nur noch vereinzelt konnte er sich unter den besten 20 klassieren. Eine Ausnahme bildeten seine guten Resultate bei den Weltmeisterschaften 2007 in Åre, wo er den sechsten Platz im Riesenslalom und Rang sieben im Slalom erreichte. Auch mit dem 13. Platz im Riesenslalom der Weltmeisterschaften 2009 in Val-d’Isère überraschte der Norweger, war doch sein bestes Weltcupergebnis in diesem Winter ein 23. Platz gewesen.
Hatte Karlsen im Weltcup zuvor nur an Slaloms und Riesenslaloms teilgenommen, startete er ab 2009 auch in wenigen Super-Kombinationen, Super-Gs und Abfahrten. War früher der Slalom seine stärkere Disziplin, so ist es heute der Riesenslalom. Während er im Slalom 2008 zum letzten Mal Weltcuppunkte gewann, konnte er in der Saison 2009/10 seine Riesenslalomresultate wieder verbessern. Karlsen fuhr fünfmal unter die schnellsten 20, wobei seine besten Ergebnisse zwei 15. Plätze in den Riesenslaloms von Val-d’Isère und Alta Badia waren. Damit kam er zum ersten Mal unter die besten 20 im Riesenslalomweltcup. Bei den Olympischen Winterspielen 2010 startete der Norweger in allen fünf Disziplinen. Neben zwei Ausfällen erzielte er Platz 21 im Riesenslalom, Rang 22 in der Super-Kombination und Rang 46 in der Abfahrt.
In der Saison 2010/11 nahm Karlsen im Weltcup nur noch an Riesenslaloms teil. Mit Platz zehn in Beaver Creek erreichte er zum ersten Mal seit sechs Jahren wieder ein Top-10-Ergebnis. Im Riesenslalomweltcup fiel er jedoch gegenüber dem Vorjahr um sechs Plätze zurück. Bei den Weltmeisterschaften 2011 in Garmisch-Partenkirchen belegte er Rang 25 im Riesenslalom und Platz 28 im Super-G.

## Erfolge

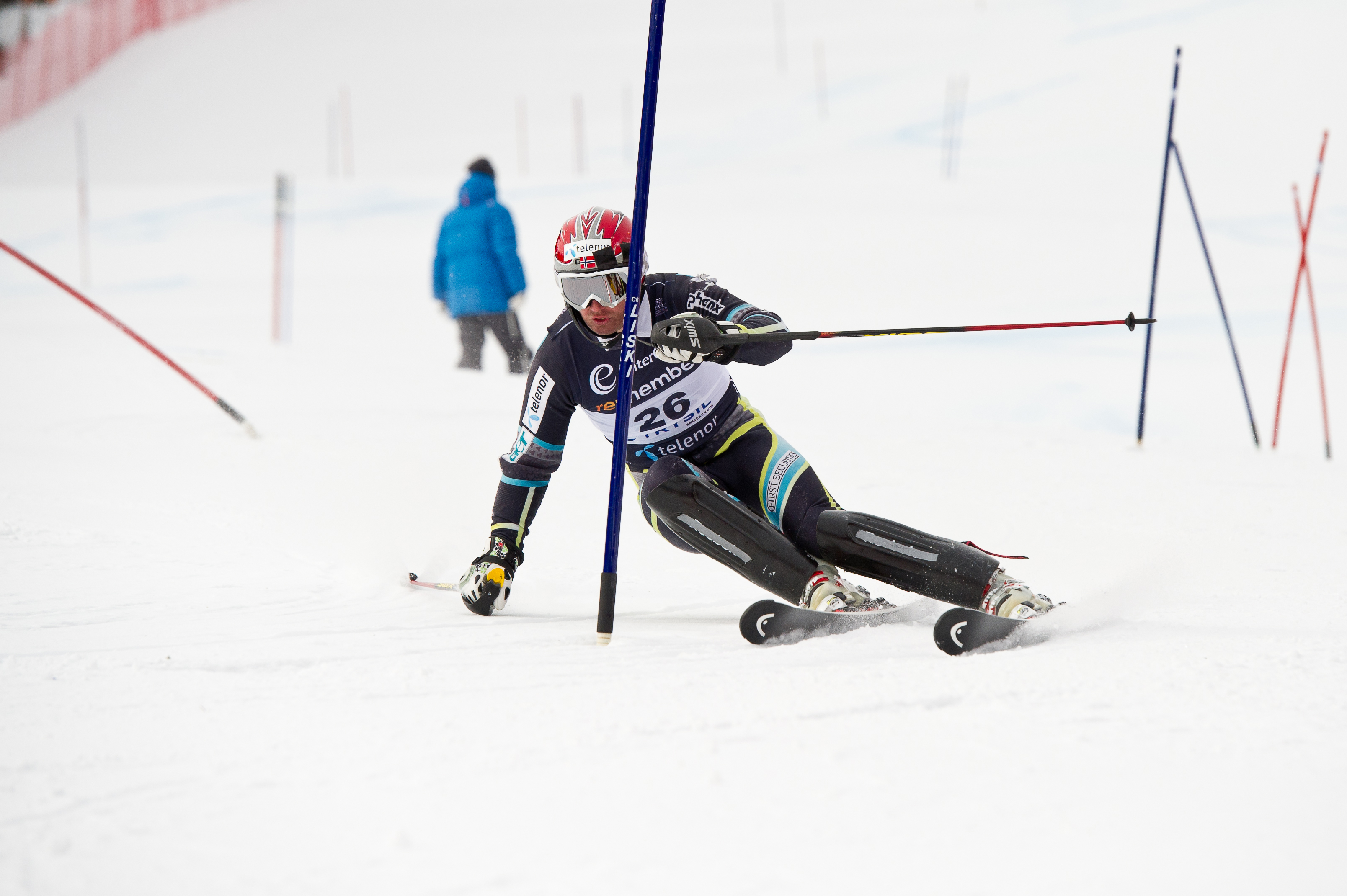
Truls Ove Karlsen im März 2011

### Olympische Spiele
- Vancouver 2010: 21. Riesenslalom, 22. Super-Kombination, 46. Abfahrt

### Weltmeisterschaften
- St. Moritz 2003: 24. Riesenslalom
- Åre 2007: 6. Riesenslalom, 7. Slalom
- Val-d’Isère 2009: 13. Riesenslalom
- Garmisch-Partenkirchen 2011: 25. Riesenslalom, 28. Super-G

### Weltcup
- 2 Podestplätze, davon 1 Sieg:

| Datum            | Ort           | Land      | Disziplin |
| ---------------- | ------------- | --------- | --------- |
| 29. Februar 2004 | Kranjska Gora | Slowenien | Slalom    |

### Weltcupwertungen
| 2001/02 | 65.                                               | 84                                                | -                                                 | -                                                 | -                                                 | -                                                 | 20.                                               | 84                                                | -                                                 | -                                                 |                                                   |                                                   |                                                   |                                                   |
| 2002/03 | 28.                                               | 303                                               | -                                                 | -                                                 | 34.                                               | 40                                                | 8.                                                | 263                                               | -                                                 | -                                                 |                                                   |                                                   |                                                   |                                                   |
| 2003/04 | 22.                                               | 358                                               | -                                                 | -                                                 | 22.                                               | 96                                                | 8.                                                | 262                                               | -                                                 | -                                                 |                                                   |                                                   |                                                   |                                                   |
| 2004/05 | 57.                                               | 110                                               | -                                                 | -                                                 | 36.                                               | 32                                                | 25.                                               | 78                                                | -                                                 | -                                                 |                                                   |                                                   |                                                   |                                                   |
| 2005/06 | verletzungsbedingt fast komplette Saison verpasst | verletzungsbedingt fast komplette Saison verpasst | verletzungsbedingt fast komplette Saison verpasst | verletzungsbedingt fast komplette Saison verpasst | verletzungsbedingt fast komplette Saison verpasst | verletzungsbedingt fast komplette Saison verpasst | verletzungsbedingt fast komplette Saison verpasst | verletzungsbedingt fast komplette Saison verpasst | verletzungsbedingt fast komplette Saison verpasst | verletzungsbedingt fast komplette Saison verpasst | verletzungsbedingt fast komplette Saison verpasst | verletzungsbedingt fast komplette Saison verpasst | verletzungsbedingt fast komplette Saison verpasst | verletzungsbedingt fast komplette Saison verpasst |
| 2006/07 | 108.                                              | 28                                                | -                                                 | -                                                 | -                                                 | -                                                 | 40.                                               | 28                                                | -                                                 | -                                                 |                                                   |                                                   |                                                   |                                                   |
| 2007/08 | 82.                                               | 63                                                | -                                                 | -                                                 | 32.                                               | 45                                                | 52.                                               | 18                                                | –                                                 | –                                                 |                                                   |                                                   |                                                   |                                                   |
| 2008/09 | 111.                                              | 23                                                | -                                                 | -                                                 | 37.                                               | 23                                                | -                                                 | -                                                 | –                                                 | –                                                 |                                                   |                                                   |                                                   |                                                   |
| 2009/10 | 76.                                               | 76                                                | 57.                                               | 2                                                 | 20.                                               | 72                                                | -                                                 | -                                                 | 46.                                               | 2                                                 |                                                   |                                                   |                                                   |                                                   |
| 2010/11 | 98.                                               | 56                                                | -                                                 | -                                                 | 26.                                               | 56                                                | –                                                 | –                                                 | -                                                 | -                                                 |                                                   |                                                   |                                                   |                                                   |
| 2011/12 | 73.                                               | 96                                                | -                                                 | -                                                 | 25.                                               | 96                                                | –                                                 | –                                                 | -                                                 | -                                                 |                                                   |                                                   |                                                   |                                                   |
| 2012/13 | 103.                                              | 24                                                | -                                                 | -                                                 | 35.                                               | 24                                                | –                                                 | –                                                 | -                                                 | -                                                 |                                                   |                                                   |                                                   |                                                   |

### Kontinentalcups
- Europacup-Saison 2000/01: 4. Slalomwertung
- 6 Podestplätze im Europacup
- 4 Podestplätze im Nor-Am Cup, davon 2 Siege
- 1 Sieg im Australia New Zealand Cup

### Weitere Erfolge
- 7 norwegische Meistertitel
  - 4× Slalom: 2001, 2005, 2007, 2008
  - 2× Riesenslalom: 2002, 2008
  - 1× Kombination: 2001
- 23 Siege in FIS-Rennen